# Alda Wilson

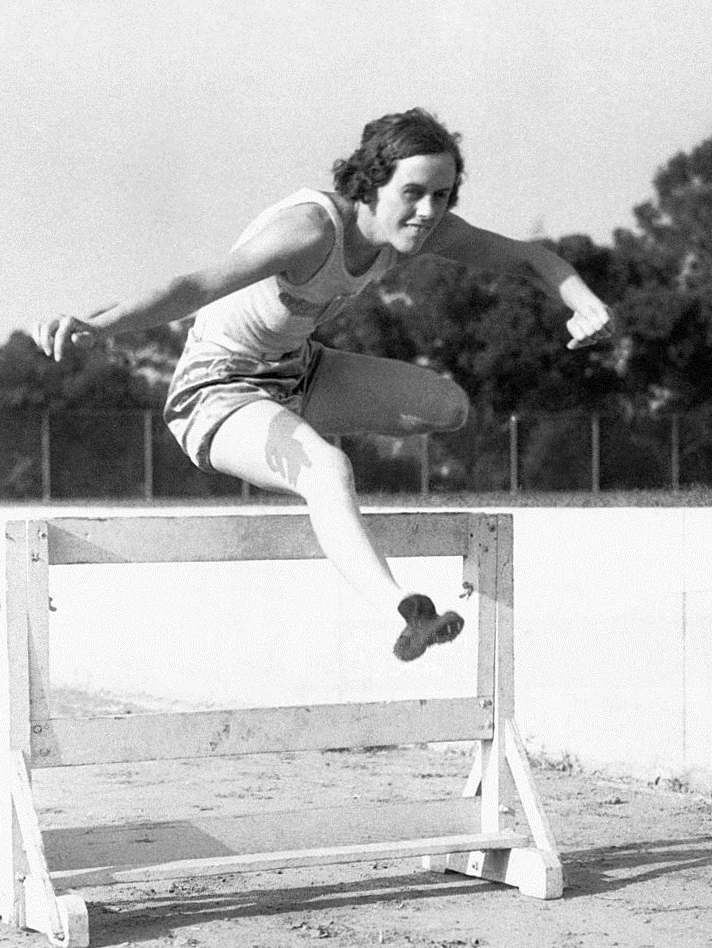
Alda Wilson 1932

Alda Wilson (Alda Leona Wilson; * 29. April 1910 in Port Elgin, Ontario; † 1996 in Toronto) war eine kanadische Hürdenläuferin.
Bei den Olympischen Spielen 1932 in Los Angeles wurde sie mit ihrer persönlichen Bestzeit von 12,0 s Sechste und bei den British Empire Games 1934 in London Fünfte.
1932 wurde sie kanadische Meisterin.